# José María Velasco Ibarra
Pour les articles homonymes, voir Ibarra.
José María Velasco Ibarra, né le 19 mars 1893 à Quito et mort le 30 mars 1979 à Quito, est un homme d'État équatorien. Il fut cinq fois président de l'Équateur (1934-1935, 1944-1947, 1952-1956, 1960-1961 et 1968-1972).